# Heudicourt Communal Cemetery Extension
Heudicourt Communal Cemetery Extension is een begraafplaats gelegen in de Franse plaats Heudicourt (Somme). De militaire graven worden onderhouden door de Commonwealth War Graves Commission.
De begraafplaats telt 85 geïdentificeerde Gemenebest graven uit de Eerste Wereldoorlog.